# Dipturus australis
Dipturus australis är en rockeart som först beskrevs av MacLeay 1884.  Dipturus australis ingår i släktet Dipturus och familjen egentliga rockor. IUCN kategoriserar arten globalt som sårbar. Inga underarter finns listade i Catalogue of Life.